# Phong ấn quỷ dữ
Phong ấn quỷ dữ (tựa tiếng Anh: It Lives Inside) là một bộ phim kinh dị viễn tưởng Mỹ năm 2023 do Bishal Dutta viết kịch bản và đạo diễn. Phim có sự tham gia của Megan Suri.

## Nội dung
Samidha, hay "Sam", là một học sinh trung học người Mỹ gốc Ấn hòa nhập vào xã hội phương Tây. Trong khi mẹ cô, Poorna, khẳng định Sam tiếp tục tuân theo truyền thống và tôn trọng di sản của cô thì cha cô, Inesh, lại ít nghiêm khắc hơn với cô. Ở trường, Sam cố gắng từ chối văn hóa của mình để hòa nhập với những người bạn da trắng và có một mối tình lãng mạn chớm nở với bạn cùng lớp, Russ. Kết quả là, cô ngày càng xa cách với người bạn thân cũ và cũng là bạn học Ấn Độ, Tamira, người hiện bị xã hội ruồng bỏ vì hành động rút lui và mang theo một chiếc lọ thủy tinh kỳ lạ. Điều này liên quan đến giáo viên của họ, Joyce, nhưng Sam tin rằng Tamira vẫn ổn.
Vào ban đêm, Tamira cho lọ ăn thịt sống nhưng có thứ gì đó bên trong lọ bắt đầu làm hỏng nó. Ngày hôm sau ở trường, Tamira tiếp cận Sam để nhờ giúp đỡ, nói rằng một thực thể siêu nhiên trong câu chuyện mà họ được kể khi còn nhỏ sống trong chiếc lọ và đã khủng bố cô. Sam xấu hổ và bực bội trước Tamira nên đã đập vỡ chiếc lọ khiến Tamira lên cơn hoảng loạn. Khi Sam rời đi để được giúp đỡ, Tamira bị một thực thể vô hình tấn công và mất tích. Sam cảm thấy tội lỗi và bắt đầu lo sợ có điều gì đó nham hiểm đang xảy ra. Cô lấy lại được một cuốn sổ mà Tamira sở hữu có chứa những dòng chữ tiếng Phạn kỳ lạ.
Tamira được tiết lộ là đã bị thực thể bắt cóc và giam giữ, thực thể này tấn công và cắt xẻo cô. Sam nhận thấy sự hiện diện kỳ lạ xung quanh cô và xem xét lại những tuyên bố của Tamira. Trong khi đó, Poorna càng thất vọng hơn trước việc Sam coi thường truyền thống Ấn Độ, đặc biệt là khi cô bỏ qua lời cầu nguyện đặc biệt để Tamira đi chơi với Russ. Sam và Russ đến một ngôi nhà bỏ hoang thuộc sở hữu của một sinh viên Ấn Độ khác, Karan, người đã chết cùng gia đình anh trong một vụ giết người-tự sát. Cặp đôi khám phá những bức vẽ mô tả một sinh vật trên tường. Hiện tượng kỳ lạ ngày càng leo thang, khiến Sam lo lắng, trong khi Tamira phải chịu đựng các cuộc tấn công hàng ngày và nỗ lực trốn thoát không thành công.
Sam và Russ thăm lại nhà Karan, nơi họ hôn nhau. Ở bên ngoài, anh bị thực thể trước mặt Sam tấn công và giết chết. Sam bị tổn thương bắt đầu mất khả năng nắm bắt thực tế và phải chịu đựng những cơn ác mộng đáng sợ. Tuyệt vọng được giúp đỡ, cô thuyết phục Joyce giúp cô giải mã một số văn bản trong cuốn sổ. Joyce xác định các văn bản nói về một linh hồn ma quỷ được gọi là Pishach, chuyên ăn năng lượng tiêu cực trước khi tiêu thụ linh hồn của con mồi. Cách duy nhất để ngăn chặn Pishach là niêm phong nó bên trong một cái gì đó giống như một cái lọ. Sam nhờ Poorna giúp đỡ, người lên kế hoạch dụ Pishach ra ngoài. Khi cả hai chuẩn bị thức ăn và mặc trang phục truyền thống của Ấn Độ, Joyce bị tấn công tại trường học và bị thực thể này làm bị thương nặng.
Inesh về đến nhà thì bị Pishach tấn công và làm bị thương. Nó cũng tấn công Poorna trước khi bị xua đuổi. Sam nhận ra Tamira đang bị giam tại nhà Karan và chạy đến khu nhà để cứu cô. Bên trong, cô bị tấn công và theo dõi bởi thực thể này, thực thể này tiết lộ hình dạng thật của nó cho Sam. Sam tìm thấy Tamira và đối mặt với thực thể đó. Nhận ra cô ấy có thể là vật chứa Pishach, Sam cho phép nó xâm nhập và cư trú trong cơ thể cô.
Một năm sau, Sam ăn tối với Tamira, Joyce, Poorna và Inesh, những người đều đã bình phục. Nhóm đã quản lý được thực thể này bằng cách cho Sam ăn thịt sống, giống như Tamira đã làm với chiếc lọ. Sau đó, Sam và Tamira hòa giải. Khi Sam đảm bảo với Tamira rằng Pishach sẽ không bao giờ thoát ra được, cô ấy dần dần trông ngày càng lo lắng cho đến khi bắt đầu khóc.